# Oxypetalum pearsonii
Oxypetalum pearsonii är en oleanderväxtart som först beskrevs av Henry Hurd Rusby, och fick sitt nu gällande namn av Goyder och Fontella. Oxypetalum pearsonii ingår i släktet Oxypetalum och familjen oleanderväxter. Inga underarter finns listade i Catalogue of Life.